# Шювалан
Шювала́н (Шувелян, Шувелан; азерб. Şüvəlan) — селище на сході Азербайджану, підпорядковане Хазарському району міста Баку.

## Географія
Селище розташоване у східній частині Апшеронського півострова, на березі Каспійського моря, біля мису Шоулан. Курорт відомий своїми піщаними пляжами, санаторіями та базами відпочинку.

## Історія
Статус селища міського типу Шювалану надано в 1937 році.

## Населення
Населення селища становить 18300 осіб (2012; 15720 в 2008, 14869 в 1989, 14238 в 1979, 13799 в 1970, 11801 в 1959).

## Господарство
До селища проходить автомобільна дорога Баку-Шювалан та залізниця Баку-Бузовна-Кала. Серед промислових підприємств діють алюмінієвий завод, Північна ДРЕС та теплиці для вирощування квіток.